# 1000 Forms of Fear
1000 Forms of Fear este cel de-al șaselea album de studio al interpretei australiane Sia. Acesta a fost lansat în întrega lume pe data de 4 iulie 2014 de către casele de discuri Monkey Puzzle și RCA Records, iar Inertia Records în Australia. Albumul este de genul electropop care include de asemenea influențe din reggae și hip hop. Liric, albumul încorporează lupta sa de a face față dependenței de droguri și tulburării bipolare.
1000 Forms of Fear a primit cele mai multe recenzii pozitive din partea criticilor de muzică, care au laudat vocea sa, precum și conținutul liric al albumului. Albumul a debutat pe locul unu în Billboard 200, cu vânzări în prima săptămână de 52.000 de copii. La data de 26 octombrie 2015, acesta a primit certificat de aur de către RIAA pentru cele 500.000 de exemplare vândute în Statele Unite ale Americii. Lansarea de asemenea s-a clasat deasupra top-urilor din Australia și Canada, și a ajuns în primele cinci topuri din Danemarca, Noua Zeelandă, Norvegia, Suedia, Elveția, și Regatul Unit.
Albumul a dat naștere celor patru discuri single. Primul său disc single „Chandelier”, lansat în martie 2014, deveniind un disc single de top 10 în întreaga lume; acesta de asemenea s-a pozițonat la numărul opt în Billboard Hot 100, deveniind primul său disc single care să intre în clasament ca artist principal. „Big Girls Cry” a fost lansat în iunie 2014. Versiunea sa solo al cântecului „Elastic Heart”, care original a fost o colaborare între The Weeknd și Diplo, a fost lansat în ianuarie 2015.
Pentru a promova proiectul, Sia a aparut în câteva spectacole, cum ar fi The Ellen DeGeneres Show și Jimmy Kimmel Live!, unde a recrutat Maddie Ziegler ca persona ei pe scenă, în timpul anului 2014 și 2015. 1000 Forms of Fear a câștigat trei premii ARIA Music Awards în 2014 și a fost enumerat ca fiind unul dintre cele mai bune albume din 2014 de mai multe publicații, printre care The Boston Globe și Rolling Stone. Primul single „Chandelier” a primit patru nominalizării la Grammy pentru Cântecul anului, Înregistrarea anului, Cea mai bună intrepretare pop solo, și Cel mai bun videoclip.

## Discuri single
- „Chandelier” a fost primul single lansat de pe album,[1] lansat inițial pe cale digitală pe data de 17 martie 2014.[2] Videoclipul cântecului a fost lansat pe data de 6 mai 2014;[3] în videoclip joacă dansatoarea Maddie Ziegler intr-o perucă blondă.[4] Discul single a devenit un succes comercial, poziționându-se la numărul opt în Billboard Hot 100, devenind primul single al Siei care sa apară în clasament ca arist principal.[5]

- „Big Girls Cry” — cel de-al doilea single — a fost lansat pe cale digitală pe data de 25 iunie.[6] Discul single nu a fost lansat la nivel internațional, a fost lansat doar în Australia și în unele parți ale Europei. Și a intrat în clasamentele din Belgia iar în top-urile 40 din Australia și Franța.[7][8][9][10]

- „Elastic Heart” — cel de-al treilea single al materialului — a fost lansat pe data de 9 ianuarie 2015.[11] Un videoclip al cântecului a fost lansat pe data de 7 ianuarie 2015 în care joacă Maddie Ziegler și Shia LaBeouf.[12] Cântecul s-a poziționat la numărul 17 în Billboard Hot 100 și s-a clasat în clasamentele muzicale din țări precum Australia, Norvegia, Noua Zeelandă și multe altele.[13] Cântecul a primit certificat de triplă platină din partea lui Australian Recording Industry Association iar aur din partea lui Recorded Music NZ.

- „Fire Meet Gasoline” — cel de-al patrulea, dar și ultimul single al materialului — a fost lansat în mod oficial pe data de 19 iunie 2015 ca un single doar pentru Germania împreună cu un CD care include și un remix al piesei „Big Girl Cry”. Cu toate că nu a fost lansat ca la nivel internațional, acesta a intrat în clasamentele din Australia, Belgia, Franța, Elveția și Regatul Unit.[14]

Alte cântece notabile
- „Eye of the Needle” a fost lansat ca un single promoțional, cântecul a intrat în clasamentele din Australia, Franța și Regatul Unit.[15][16][17]
- „Burn the Pages” s-a poziționat la numărul 82 în Australia, deveniind singurul cântec de pe album care să intre într-un clasament fară nicio promovare.[18]

## Ordinea pieselor pe disc
| Nr. | Titlu                    | Textier(i)                               | Durată | Note |
| --- | ------------------------ | ---------------------------------------- | ------ | ---- |
| 01. | „Chandelier”             | Sia Furler, Jesse Shatkin                | 3:37   | [A]  |
| 02. | „Big Girls Cry”          | Sia Furler, Christopher Braide           | 3:32   | [A]  |
| 03. | „Burn the Pages”         | Sia Furler, Greg Kurstin                 | 3:16   | [B]  |
| 04. | „Eye of the Needle”      | Sia Furler, Christopher Braide           | 4:10   | [C]  |
| 05. | „Hostage”                | Sia Furler, Nick Valensi                 | 2:56   | —    |
| 06. | „Straight for the Knife” | Sia Furler, Justin Parker                | 3:32   | —    |
| 07. | „Fair Game”              | Sia Furler, Greg Kurstin                 | 3:52   | —    |
| 08. | „Elastic Heart”          | Sia Furler, Thomas Wesley Pentz          | 4:18   | [A]  |
| 09. | „Free the Animal”        | Sia Furler, Greg Kurstin, Jasper Leak    | 4:25   | —    |
| 10. | „Fire Meet Gasoline”     | Sia Furler, Greg Kurstin, Samuel Dixon   | 4:02   | [A]  |
| 11. | „Cellophane”             | Sia Furler, Greg Kurstin                 | 4:26   | —    |
| 12. | „Dressed in Black”       | Sia Furler, Greg Kurstin, Grant Michaels | 6:41   | —    |

Note
- A ^ Extras pe disc single.
- B ^ Cântecul a intrat în clasamente fără a beneficia de promovare.
- C ^ Cântecul a fost lansat ca și un cântec promoțional.

## Clasamente
| Țară (clasament)                                             | Poziția maximă | Referință |
| 2014-15                                                      | 2014-15        | 2014-15   |
| ------------------------------------------------------------ | -------------- | --------- |
| Australia (ARIA – Australian Albums)                         | 1              | [ 19 ]    |
| Austria (Ö3 Austria – Australian Albums)                     | 19             | [ 20 ]    |
| Belgia - Flandra (Ultratop – Belgian Albums)                 | 34             | [ 21 ]    |
| Belgia - Valonia (Ultratop – Belgian Albums)                 | 10             | [ 22 ]    |
| Canada (Billboard – Canadian Albums)                         | 1              | [ 23 ]    |
| Danemarca (Hitlisten – Danish Albums)                        | 5              | [ 24 ]    |
| Țările de Jos (MegaCharts – Dutch Albums)                    | 22             | [ 25 ]    |
| Finlanda (Suomen virallinen lista – Finnish Albums)          | 9              | [ 26 ]    |
| Franța (SNEP – French Albums)                                | 8              | [ 27 ]    |
| Germania (Offizielle Top 100 – German Albums)                | 30             | [ 28 ]    |
| Irlanda (IRMA – Irish Albums)                                | 12             | [ 29 ]    |
| Italia (FIMI – Italian Albums)                               | 33             | [ 30 ]    |
| Japonia (Oricon – Japanese Albums)                           | 55             | [ 31 ]    |
| Mexic (AMPROFON – Mexican Albums)                            | 48             | [ 32 ]    |
| Noua Zeelandă (RMNZ – New Zealand Albums)                    | 4              | [ 33 ]    |
| Norvegia (VG-lista – Norwegian Albums)                       | 2              | [ 34 ]    |
| Polonia (ZPAV – Polish Albums)                               | 7              | [ 35 ]    |
| Spania (PROMUSICAE – Spanish Albums)                         | 30             | [ 36 ]    |
| Suedia (Sverigetopplistan – Swedish Albums)                  | 4              | [ 37 ]    |
| Elveția (Schweizer Hitparade – Swiss Albums)                 | 4              | [ 38 ]    |
| Regatul Unit (OCC – UK Albums)                               | 5              | [ 39 ]    |
| Statele Unite ale Americii (Billboard 200 – American Albums) | 1              | [ 40 ]    |

| Țară (clasament)                                   | Poziția maximă | Referință |
| 2014                                               | 2014           | 2014      |
| -------------------------------------------------- | -------------- | --------- |
| Australia (ARIA – Australian Albums Chart)         | 34             | [ 41 ]    |
| Belgia - Valonia (Ultratop – Belgian Albums Chart) | 82             | [ 42 ]    |
| Suedia (Sverigetopplistan – Swedish Albums Chart   | 69             | [ 43 ]    |
| Elveția (Schweizer Hitparade – Swiss Albums Chart) | 75             | [ 44 ]    |
| Statele Unite ale Americii (Billboard 200)         | 131            | [ 45 ]    |
| 2015                                               |                |           |
| Australia (ARIA – Australian Albums)               | 14             | [ 46 ]    |
| Belgia - Valonia (Ultratop – Belgain Albums Chart) | 50             | [ 47 ]    |
| Statele Unite ale Americii (Billboard 200)         | 40             | [ 48 ]    |

## Personal
- Voce: Sia Furler
- Textieri: Sia Furler, Christopher Braide, Greg Kurstin, Nick Valensi, Justin Parker, Thomas Wesley Pentz, Andrew Swanson, Jasper Leak, Samuel Dixon, Grant Michaels
- Producători: Christopher Braide, Greg Kurstin, Diplo, Jesse Shatkin

## Certificări
| \| Țara \| Vânzări/ puncte \| Certificare \| Referințe \| \| -------------------------- \| --------------- \| ----------- \| --------- \| \| Australia \| +70,000 \| \| [49] \| \| Canada \| +40,000 \| \| [50] \| \| Franța \| +100,000 \| \| [51] \| \| Polonia \| +40,000 \| \| [52] \| \| Suedia \| +20,000 \| \| [53] \| \| Regatul Unit \| +100,000 \| \| [54] \| \| Statele Unite ale Americii \| +500,000 \| \| [55] \| | Note - reprezintă „disc de platină”; - reprezintă „disc de aur”; - reprezintă „dublu disc de platină”; |             |           |
| Țara | Vânzări/ puncte                                                                                        | Certificare | Referințe |
| Australia | +70,000                                                                                                |             | [ 49 ]    |
| Canada | +40,000                                                                                                |             | [ 50 ]    |
| Franța | +100,000                                                                                               |             | [ 51 ]    |
| Polonia | +40,000                                                                                                |             | [ 52 ]    |
| Suedia | +20,000                                                                                                |             | [ 53 ]    |
| Regatul Unit | +100,000                                                                                               |             | [ 54 ]    |
| Statele Unite ale Americii | +500,000                                                                                               |             | [ 55 ]    |

## Istoricul lansărilor
| Țară                       | Dată          | Format(uri)            | Ediție   | Casă de discuri           | Ref.          |
| -------------------------- | ------------- | ---------------------- | -------- | ------------------------- | ------------- |
| Australia                  | 4 iulie 2014  | CD Descărcare digitală | Standard | Inertia                   | [ 56 ] [ 57 ] |
| Noua Zeelandă              | 4 iulie 2014  | CD Descărcare digitală | Standard | Inertia                   | [ 58 ] [ 59 ] |
| Germania                   | 4 iulie 2014  | CD Descărcare digitală | Standard | RCA Sony                  | [ 60 ] [ 61 ] |
| Regatul Unit               | 7 iulie 2014  | CD Descărcare digitală | Standard | Monkey Puzzle Records RCA | [ 62 ] [ 63 ] |
| Statele Unite ale Americii | 8 iulie 2014  | CD Descărcare digitală | Standard | Monkey Puzzle Records RCA | [ 64 ] [ 65 ] |
| Germania                   | 1 august 2014 | Vinil                  | Standard | RCA Sony                  | [ 66 ]        |
| La nivel mondial           | 1 mai 2015    | Descărcare digitală    | Deluxe   | Monkey Puzzle RCA         | [ 67 ]        |